# These Words
These Words(ジーズ ワーズ)は、アンジェラ・アキのアメリカ合衆国でのインディーズアルバム。彼女の最初に世に出た作品である。

## 解説
2000年1月4日にリリースされたインディーズアルバム。Tony Alanyプロデュース。
アメリカのライブハウスなどで定期的にライブを行っていたり、バーで弾き語りをしていた頃の作品と思われるが、現在本人が本作の存在については一切触れないためにその当たりについての詳細な情報が現在は語られていない。また、公式ページやブログにも存在が明かされていないために、本作のことを全く知らないという者も多くいる。丁度日本のCMプロデューサーに出会い、楽曲提供を薦められている頃の作品であることから、日本でのデビューも見越していたと思われるが、定かではない。
楽曲は全曲英語詞でこの作品から後の作品に収録された楽曲はない。今のところ日本ではインターネット上で公開されている2曲が完全に試聴可能だが、それ以外の楽曲についてはほぼ入手不可能に近い。また、このアルバムのジャケットではメガネをかけていない彼女の顔を見ることの出来る数少ない写真が掲載されている。日本未発売であり、アメリカでもインディーズ流通であったことから、オークションにすら出品されず、公開されている音源以外の楽曲入手はほぼ不可能に近く、現在は殆ど幻の1枚と化している。
なお、このアルバムのプロデューサーである、Tony Alanyはアンジェラの前夫である。
この後、アメリカにおける作品の発表が一切なかったことや、次の作品が発表されるのが4年以上も後のことであること、本作収録の「I'll Fall」の歌詞、次作「ONE」の「Rain」の歌詞などが離婚などを含めたその前後の経緯に関連しているのではないかなどとも言われている。

## 収録曲
1. I'll Fall
打ち込み的な楽器の目立つ楽曲。現在の生音を基本とした彼女のコンセプトとはやや違った雰囲気を出しており、デビュー前の側面が窺える。
2. We Dance
現在のスタイルにも通じるピアノ楽曲。既にこの時点で弾き語りの基本スタイルは確立されていたと思われる。
3. 100 Ways
後の『Home』収録曲等にも通じるところのあるバンド形式の楽曲。
2010年4月12日放送の「こころの遺伝子 〜あなたがいたから〜」にアンジェラが出演した際に、アメリカ時代のエピソードが紹介され、このアルバムを製作していた当時勤めていた会社の上司が登場した。
このビデオレターで現在でもこのアルバムのCDを愛聴して大切に聴いていることを明かし、自宅でCDをかけているシーンでこの楽曲の一部分が放送されていた。
現時点で唯一、本作の収録曲が日本国内で放送された例となる。
4. April Sun
殆どをギター弾き語りで進行している楽曲。途中からパーカッションが多く入っているのも特徴的。現在ではあまりギターやパーカッション系統を使わないアンジェラの楽曲では珍しい楽器を多く使っている楽曲ともいえる。
5. Funny Dreamers
6. Roshni's Song
完全なピアノ弾き語りの楽曲。歌い方や音の乗せ方などは既に現在のものに通じるスタイルである。
7. Perfectly Happy There
ギターや生ドラムなどを使ったハワイアンな雰囲気を持った楽曲。
8. Your Voice
9. Peace To
10. Magic

and hidden track「Come Home to Me」

## 参加ミュージシャン
- Melissa Giges
- Adam Hall
- Amy Murly
- Josh Rubin
- Guye Turner(Sound Guru)